# Scheune Nordermoor 1
Die Scheune Nordermoor 1 im niedersächsischen Elsfleth-Moorriem, Bauerschaft Nordermoor im Landkreis Wesermarsch, stammt aus dem 18. Jahrhundert.

Aktuell (2023) wird sie wohl nicht genutzt.
Das Gebäude steht unter Denkmalschutz (siehe auch Liste der Baudenkmale in Elsfleth).

## Beschreibung und Geschichte
Die Marschhufensiedlung Moorriem mit der nördlichen Bauerschaft Nordermoor erstreckt sich über etwa 16 Kilometer, wurde nach 1062 gegründet und erhielt im 14. Jahrhundert die heutige Struktur mit den schmalen, oft extrem langgestreckten Parzellen. Im Abstand von ca. 50 bis 100 Metern liegen zahlreiche Hofstellen auf Wurten.

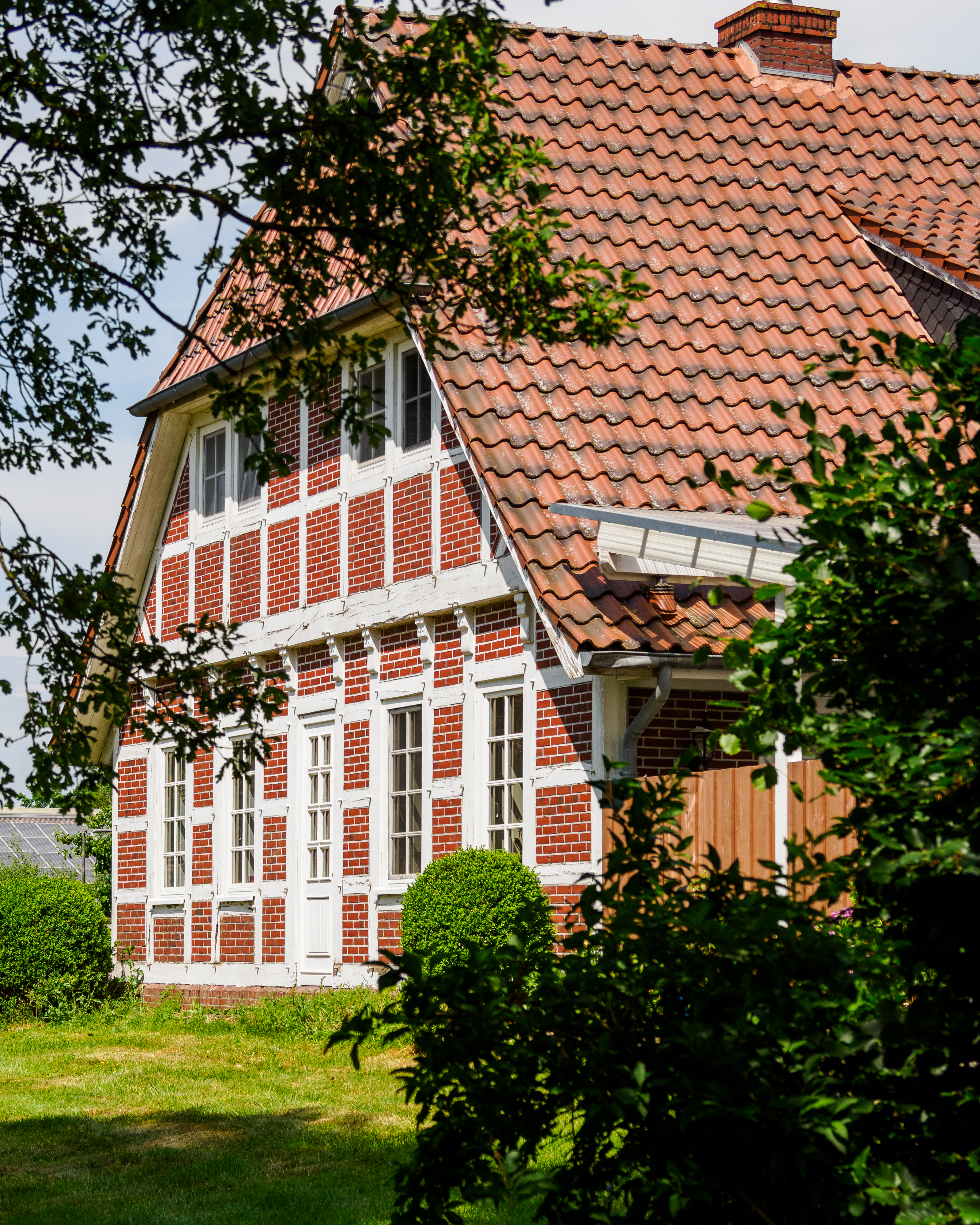
Nordermoor 1, westliche Giebelseite

Die eingeschossige giebelständige Scheune in Fachwerk und Ankerbalkenkonstruktion mit Steinausfachungen, teils reetgedecktem Walmdach und Querdurchfahrt wurde in der zweiten Hälfte des 18. Jahrhunderts gebaut. Das Bild vom Landesdenkmalamt zeigt eine unsanierte Scheune.
Auf dem Grundstück steht daneben ein nicht denkmalgeschütztes giebelständiges früheres Wohn- und Wirtschaftsgebäude von 1796 (Inschrift) als Zweiständer-Hallenhaus mit auf profilierten Knaggen vorkragendem Krüppelwalmdach mit Ziegeldeckung und Niedersachsengiebel, das zu einem Wohnhaus umgebaut wurde.
Das Landesdenkmalamt befand: „… geschichtliche Bedeutung … als beispielhafte Fachwerkscheune aus der 2. Hälfte des 18. Jhs.“